# Гечковец
Гечковец су насељено место у Републици Хрватској у Вараждинској жупанији. Административно је у саставу града Иванца. Простире се на површини од 0,78 km²
Насеље се налази 22 км југозападноно од центра жупаније Вараждина, а 3 км северно од планине Иваншчице.

## Становништво
Према задњем попису становништва из 2001. године у насељу Гечковец живело је 119 становника. који су живели у 39 породичних домаћинстава Густина насељености је 152,56 становника на km²
Кретање броја становника по пописима 1857—2001.
| година пописа  | 1857. | 1869. | 1880. | 1890. | 1900. | 1910. | 1921. | 1931. | 1948. | 1953. | 1961. | 1971. | 1981. | 1991. | 2001. |
| бр. становника | 53    | 54    | 52    | 65    | 76    | 106   | 122   | 121   | 111   | 113   | 104   | 148   | 148   | 125   | 119   |

Напомена: У 1857. исказано под именом Гечковец Канишки, а од 1869. до 1971. Доњи Гечковец. У 2001. смањено за део подручја који је припојен насељу Канижа, за које садржи део података од 1857. до 1991.